# Грегориј Рожман
Грегориј Рожман (17. мај 1883 — 16. новембар 1959) је био словеначки католички свештеник и теолог, познат по томе што је од 1930. до смрти служио као бискуп Љубљане.
У јулу 1940. одликован је Орденом Светога Саве првог реда.
Његово столовање је поклопило са Другим свјетским ратом током кога је, мотивисан властитим антикомунизмом стао на страну фашистичких сила Осовине и подржавао Словенско домобранство против Освободилне фронте и партизана. Домобрани су 20. априла 1944. године, на Хитлеров рођендан, на Стадиону у Љубљани, у присуству председника покрајинске управе Леона Рупника и љубљанског надбискупа др Грегорија Рожмана, положиле свечану заклетву да ће бити верне нацизму и Трећем рајху у борби против НОВ и њених савезника.
Године 1945. је пред победничким партизанима побегао у британску окупацијску зону Аустрије. Годину дана касније је у одсутности у Љубљани осуђен на 18 година строгог затвора због сарадње са окупатором. Остатак живота је провео у емиграцији. Године 2009. је словеначки суд формално поништио ту пресуду из процедуралних разлога.

## Други светски рат
Након априлске инвазије 6. априла 1941, Силе Осовине су поделиле окупирану територију међу собом. Немачка је анектирала Доњу Штајерску, али је касније одустала од анектирања Крањске због партизанске активности. Италија је образовала и анектирала Љубљанску покрајину 3. маја 1941. Мађарска је реализовала своју формалну акенсију 16. децембра 1941. Иако је фашистичка Италија две деценије угњетавала Словенце у приморју, на почетку су обећали (никад остварену) аутономију за Словенце у анектираној Љубљанској покрајини и оставили су већину старе управе нетакнутом. Италијански језик је уведен као изборни и на почетку је било мало насиља. Италијани су прихватили 18.000 избеглица протераних из немачке зоне. Колаборација са окупаторима је почела скоро одмах. Рожман, тадашњи председник Словеначке људске странке Марко Натлачен и други истакнутији Словенци су изразили верност фашистичкој Италији у априлу и мају 1941. Касније, како се отпор појачавао, италијанске власти су затвориле око 40.000 Словенаца у логоре, у којима је преминуло око 7.000 особа.